# PopMatters
PopMatters — международный электронный журнал, охватывающий многие аспекты современной популярной культуры. PopMatters публикует обзоры, интервью, а также подробные очерки о наиболее важных явлениях таких областей, как музыка, телевидение, фильмы, книги, видеоигры, комиксы, спорт, театр, изобразительное искусство, путешествия и Интернет.
Штат писателей включает в себя авторов со всего мира, от ученых и профессиональных журналистов до начинающих писателей. Многие из них являются авторитетами в различных областях исследований. К наиболее видным вкладчикам относятся Дэвид Вейгель (политический репортёр из Slate), Стивен Хайден (штатный автор Grantland и автор книги Whatever Happened To Alternative Nation?), Rob Horning (исполнительный редактор The New Inquiry) и главный редактор Karen Zarker.

## История
Сайт был основан Сарой Зупко (англ. Sarah Zupko), уже после создания ею PopCultures.com (академического ресурса, посвященного культурным исследованиям). PopMatters был запущен осенью 1999 года в качестве аналогичного сайта, содержащего оригинальные эссе, рецензии и критику различных медиа-продуктов. С течением времени сайт вырос из еженедельного списка публикаций до формата «пять дней в неделю». Осенью 2005 года ежемесячное число читателей превысило 1 миллион.
С 2006 года PopMatters производит несколько газетных колонок для The McClatchy Company. По состоянию на 2009 год существует четыре различных еженедельных колонок.
В 2008-2009 годах по материалам сайта при помощи издательств Counterpoint/Soft Skull были опубликованы четыре книги:
- China Underground (Zachary Mexico)
- Apocalypse Jukebox: The End of the World in American Popular Music (Edward Whitelock и David Janssen)
- Rebels Wit Attitude: Subversive Rock Humorists (Iain Ellis)
- The Solitary Vice: Against Reading (Mikita Brottman[англ.])

В мае 2012 года по материалам сайта на издательстве Titan Books вышла книга Joss Whedon: The Complete Companion (Mary Money) посвящённая Джоссу Уидону.